# هندریک کاسیمیر
هندریک کاسیمیر (هلندی: Hendrik Casimir؛ زاده ۱۵ ژوئیهٔ ۱۹۰۹ – درگذشته ۴ مهٔ ۲۰۰۰) یک دانشمند اهل هلند بود.